# Cratere Brush
Brush  è un cratere sulla superficie di Marte.